# Irland i olympiska vinterspelen 2002
Irland deltog i olympiska vinterspelen 2002. Irlands trupp bestod av 6 idrottare varav fem var män och en var kvinna. Irland tog ingen medalj under spelen. Irlands största framgång var fjärdeplatsen i herrarnas skeleton, vilket även var Irlands bästa placering någonsin i ett olympiskt vinterspel.

## Resultat

### Alpin skidåkning
- Störtlopp
  - Patrick-Paul Schwarzacher-Joyce - 53
- Super-G
  - Patrick-Paul Schwarzacher-Joyce - 33
- Kombinerad
  - Patrick-Paul Schwarzacher-Joyce - Körde ur
- Storslalom
  - Tamsen McGarry - 46
- Slalom
  - Tamsen McGarry - 35

### Bob
- Två-manna
  - Peter Donohoe & Paul Kiernan - 26

### Längdskidåkning
- Sprint
  - Paul O'Connor - 68

### Skeleton
- Herrar
  - Clifton, Baron of Wrottesley - 4